# Thomas Juel-Nielsen
Thomas Juel-Nielsen (18 giugno 1990) è un ex calciatore danese, di ruolo difensore.

## Carriera

### Club

#### Gli inizi in patria
Juel-Nielsen è cresciuto nelle giovanili del Lyngby. In vista del campionato 2009-2010, si è trasferito allo Hvidovre, compagine militante in 1. Division, secondo livello del campionato danese. Ha esordito in squadra il 22 agosto, schierato titolare nella vittoria esterna per 1-2 sul campo del Brabrand. Ha totalizzato 23 presenze in campionato nel corso di quella stagione.
Per l'annata successiva, Juel-Nielsen è passato all'AB, con cui ha firmato un contratto dilettantistico. Ha debuttato con questa casacca il 15 agosto 2010, sostituendo Kenneth Bjergsted nel pareggio interno per 1-1 contro la sua ex squadra dello Hvidovre. In virtù delle sue prestazioni, ha successivamente firmato un contratto professionistico con lo stesso club. Il 29 aprile 2011 ha trovato la prima rete con questa maglia, nel successo per 2-3 in casa del Fyn. In seguito, Juel-Nielsen ha ulteriormente rinnovato il suo contratto con l'AB, sino al termine del campionato 2012-2013.

#### Sandefjord
Libero da vincoli contrattuali, i norvegesi del Sandefjord – militanti in 1. divisjon, secondo livello del campionato locale – ne hanno annunciato l'ingaggio in data 7 agosto 2013, con Juel-Nielsen che si è legato al nuovo club con un accordo valido fino al termine dell'annata. Ha esordito in squadra il 9 agosto, schierato titolare nel pareggio casalingo per 2-2 contro l'Elverum. Il 14 ottobre successivo ha trovato la prima rete, nel successo interno per 4-2 sul Mjøndalen. Ha chiuso questa porzione di stagione in squadra con 12 presenze ed una rete.
Il 12 marzo 2014, Juel-Nielsen ha firmato un rinnovo annuale con il Sandefjord. Il difensore ha disputato 25 partite in campionato, mettendo a referto 2 marcature: ha contribuito con questo score alla promozione in Eliteserien della sua squadra.
Il 15 gennaio 2015 ha rinnovato ulteriormente l'accordo che lo legava al Sandefjord, fino al 31 dicembre 2016. Il 6 aprile ha debuttato così nella massima divisione norvegese, sostituendo Jean Alassane Mendy nella vittoria interna per 3-1 sul Bodø/Glimt. Il 1º novembre 2015, al termine della 29ª giornata di campionato, il Sandefjord è matematicamente retrocesso in 1. divisjon, con un turno d'anticipo sul termine della stagione. Juel-Nielsen ha totalizzato 24 presenze nel corso dell'annata, tra campionato e coppa.

#### Falkenberg
Il 21 febbraio 2016, il Sandefjord ha ceduto Juel-Nielsen agli svedesi del Falkenberg, militanti in Allsvenskan. Ha disputato la prima partita in squadra il 3 aprile, schierato titolare nella sconfitta casalinga per 0-2 contro l'IFK Göteborg. Il 22 aprile ha trovato la prima rete nella massima divisione svedese, nella vittoria per 2-1 sull'IFK Norrköping. Al termine di quella stessa stagione, il Falkenberg è retrocesso in Superettan e Juel-Nielsen ha rescisso il contratto che lo legava al club.

#### Aarhus
Libero da vincoli contrattuali, in data 29 marzo 2017 ha firmato un contratto valido fino al termine della stagione con l'Aarhus, compagine militante in Superligaen. Ha esordito in squadra il 2 aprile, sostituendo Teddy Bjarnason nel successo esterno per 2-4 sul campo del Viborg. Il 24 aprile ha messo a referto le prime reti, con una doppietta nel 4-0 inflitto all'Aalborg. Si è svincolato alla fine dell'annata, dopo aver disputato 11 presenze e 2 reti tra campionato e coppa.

#### Maccabi Netanya e Orange County
Terminata l'esperienza all'Aarhus, Juel-Nielsen ha firmato un contratto annuale – con opzione per un'ulteriore stagione – con gli israeliani del Maccabi Netanya, militanti in Ligat ha'Al. Nel corso di quella stessa estate, ha rescisso l'accordo che lo legava al club.
Il 14 febbraio 2018 ha quindi firmato un contratto con l'Orange County.

### Nazionale
Juel-Nielsen ha rappresentato la Danimarca under 17 tra il 2006 ed il 2007, collezionando 7 presenze e 2 reti.

## Statistiche

### Presenze e reti nei club
Statistiche aggiornate al 15 febbraio 2018.
| Stagione          | Club              | Campionato        | Campionato | Campionato | Coppe nazionali | Coppe nazionali | Coppe nazionali | Coppe continentali | Coppe continentali | Coppe continentali | Supercoppe | Supercoppe | Supercoppe | Totale | Totale |
| Stagione          | Club              | Comp              | Pres       | Reti       | Comp            | Pres            | Reti            | Comp               | Pres               | Reti               | Comp       | Pres       | Reti       | Pres   | Reti   |
| ----------------- | ----------------- | ----------------- | ---------- | ---------- | --------------- | --------------- | --------------- | ------------------ | ------------------ | ------------------ | ---------- | ---------- | ---------- | ------ | ------ |
| 2009-2010         | Hvidovre          | 1D                | 23         | 0          | CD              | ?               | ?               | -                  | -                  | -                  | -          | -          | -          | 23+    | 0+     |
| 2010-2011         | AB                | 1D                | 24         | 1          | CD              | ?               | ?               | -                  | -                  | -                  | -          | -          | -          | 24+    | 1+     |
| 2011-2012         | AB                | 1D                | 13         | 2          | CD              | 1               | 0               | -                  | -                  | -                  | -          | -          | -          | 14     | 2      |
| 2012-2013         | AB                | 1D                | 26         | 2          | CD              | ?               | ?               | -                  | -                  | -                  | -          | -          | -          | 26+    | 2+     |
| Totale AB         | Totale AB         | Totale AB         | 63         | 5          |                 | 1+              | 0+              |                    | -                  | -                  |            | -          | -          | 64+    | 5+     |
| ago.-dic. 2013    | Sandefjord        | 1D                | 12         | 1          | CN              | -               | -               | -                  | -                  | -                  | -          | -          | -          | 12     | 1      |
| 2014              | Sandefjord        | 1D                | 25         | 2          | CN              | 2               | 0               | -                  | -                  | -                  | -          | -          | -          | 27     | 2      |
| 2015              | Sandefjord        | ES                | 20         | 0          | CN              | 4               | 0               | -                  | -                  | -                  | -          | -          | -          | 24     | 0      |
| Totale Sandefjord | Totale Sandefjord | Totale Sandefjord | 57         | 3          |                 | 6               | 0               |                    | -                  | -                  |            | -          | -          | 63     | 3      |
| 2016              | Falkenberg        | A                 | 28         | 4          | CS              | 2               | 0               | -                  | -                  | -                  | -          | -          | -          | 30     | 4      |
| mar.-giu. 2017    | Aarhus            | SL                | 6+4        | 2+0        | CD              | 1               | 0               | -                  | -                  | -                  | -          | -          | -          | 11     | 2      |
| lug. 2017         | Maccabi Netanya   | LhA               | 0          | 0          | CI+CdL          | 0               | 0               | -                  | -                  | -                  | -          | -          | -          | 0      | 0      |
| 2018              | Orange County     | USL               | 0          | 0          | USOC            | 0               | 0               | -                  | -                  | -                  | -          | -          | -          | 0      | 0      |
| Totale            | Totale            | Totale            | 181        | 14         |                 | 10+             | 0+              |                    | -                  | -                  |            | -          | -          | 191+   | 14+    |